# Tapia (libro de cuentos)
Tapia es una obra escrita por Martín Pérez Ibarra y publicada por Ediciones Asterión.  El texto literario se encuentra a medio camino entre el cuento y la novela. Se presenta a un detective corto de luces que lleva a cabo sus investigaciones ayudado por su esposa Ramona, quien actúa en el anonimato. La verdadera protagonista de los casos es la esposa del detective, pero el título del libro hace referencia a la generosidad y agudeza de la mujer, que siempre busca destacar a su marido.

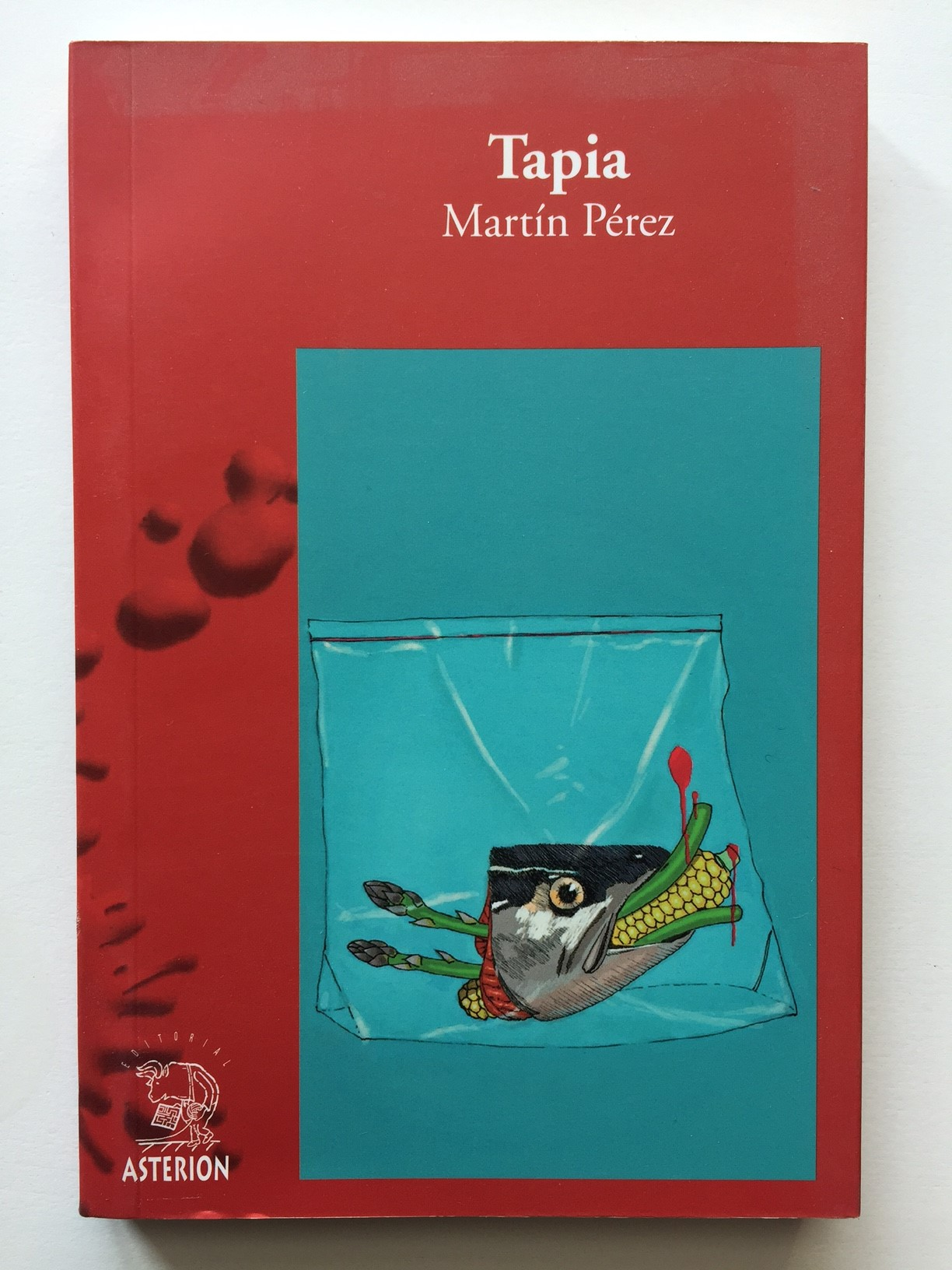
Portada de primera edición de Tapia

El año 2010, el texto fue llevado a las tablas a través de la obra "Mi novia calza 44", dirigida por Paola Monti, con la actriz Marcela Arroyave en el papel de Ramona y el actor Claudio Valenzuela en el del detective Tapia.
El segundo libro en que aparece el detective Tapia es la novela Señales del Dresden, donde se embarca junto a su esposa en un velero a través de los fiordos chilotes con el objetivo de encontrar pistas de un barco alemán que cruzó por esas aguas durante la Gran Guerra.
Primera edición: año 2008.
Segunda edición: año 2009.
Ebook La Komuna: año 2017.
Ebook Libros Patagonia: año 2020.

## Argumento
Siguiendo un orden cronológico, una secuencia de cuentos (que también pueden ser entendidos como capítulos) narran la historia de un investigador novato, que el lector percibe pronto como de limitada agudeza. A través de distintos casos policiales que muestran con gran humor la incapacidad del detective, se perfila un personaje cuya nobleza y falta de maldad impiden que tenga éxito en la institución que lo cobija. A través de un caso, conoce a Ramona, quien se convierte en su novia y, más adelante, en su esposa. Ella es, en definitiva, la verdadera investigadora que solapadamente, después de que su marido es expulsado de la Policía de Investigaciones de Chile, permite que el personaje siga laborando como detective privado y logre resolver algunos casos.

## El personaje Tapia
Tapia es un detective de la Brigada de Homicidios de Chile que nunca logró resolver un caso y que, empujado a renunciar por su jefe, se transforma en detective privado. Es un chileno de post dictadura con una determinación, casi poética, de vivir su sueño y, como siempre sucede en estos casos, va dando saltitos en la periferia del mismo, convencido de que interviene en la realidad cuando lo que sucede es todo lo contrario. Tapia tiene un ángel de la guarda que lo salva de los males mayores. Ramona, su mujer, cumple con esta premisa. Es el cerebro, el ojo certero, la nariz con olfato sensible a las pistas, las que va poniendo en el camino de su marido como una ayuda oblicua.